# Кассари, Марио Роберто
Марио Роберто Кассари (итал. Mario Roberto Cassari; 27 августа 1943, Гиларца, королевство Италия — 19 августа 2017, Ористано, Италия) — итальянский прелат и ватиканский дипломат. Титулярный архиепископ Триентума с 3 августа 1999. Апостольский нунций в Габоне и Республике Конго с 3 августа 1999 по 31 июля 2004. Апостольский нунций в Буркина-Фасо с 31 июля 2004 по 12 июня 2007. Апостольский нунций в Кот-д’Ивуаре с 31 июля 2004 по 14 февраля 2008. Апостольский нунций в Нигере с 8 сентября 2004 по 12 июня 2007. Апостольский нунций в Хорватии с 14 февраля 2008 по 10 марта 2012. Апостольский нунций в Южно-Африканской Республике, Ботсване, Свазиленде и Намибии с 10 марта 2012 по 22 мая 2015. Апостольский нунций в Лесото с 17 марта 2012 по 22 мая 2015. Апостольский нунций на Мальте с 22 мая 2015 по 27 апреля 2017.